# 伊勢大御神 (南相馬市)
伊勢大御神（いせおおみかみ）は、福島県南相馬市鹿島区にある神社である。南柚木地区に上大神宮と下大神宮が鎮座している。

## 伊勢大御神上大神宮
伊勢大御神上大神宮（いせおおみかみ かみだいじんぐう）は、福島県南相馬市鹿島区南柚木字宮前に鎮座する神社である。

### 祭神
- 天照大御神（天照大御神荒魂の撞賢木厳之御魂天疎向津比売命（つきさかき いつのみたま あまさかる むかつひめのみこと））を祀る。
  - 撞賢木厳之御魂天疎向津比売命は伊勢神宮内宮の境内別宮の荒祭宮や兵庫県西宮市の廣田神社の祭神であり、祓戸大神の一柱である瀬織津姫神と同神として崇敬されている。

### 由緒
由緒書によれば、光孝天皇の時代、清和天皇の皇子である貞純親王の遠孫である相国岩松蔵人源義政という者がおり、皇室の子孫であることから伊勢神宮を篤く崇敬していた。応永12年（1405年）の秋になり奥州の真野郷・山中郷を拝領すると、義政は中里家・嶋家・蒔田家ら家臣50数名を連れて海路でやってきた。順調に奥州の海岸へやってきたものの、どこが真野郷なのか誰も知る由がなく皆迷ってしまっていた。その時、船の帆柱に二羽の鳥が止まり3回鳴き、陸の方へ飛び立っては船に向かい3回鳴き、また船に来て数回鳴いたという。これを見た義政は「これはきっと崇敬する伊勢大神宮の御加護によるものだ。きっとこの地こそが真野郷に違いない。」と思い、家臣らとともに上陸した。義政たちが上陸した海岸付近は「鳥崎村(現・鹿島区鳥崎)」、伊勢大神宮の神霊を奉じた御座所を立てた地を「王内（現・鹿島区大内）」と名付けられたという。
応永13年（1406年）春、義政は八沢浦地区の南に伊勢大神宮の神殿と館を築いた。そのため館のある地は「南屋形村（現・鹿島区南屋形）」と名付けられた。同年秋になり、義政は伊勢国の度会五十鈴川に坐す天照皇太神宮に参拝し、御式を奉斎して、神宮祠官の長である荒木田朝臣より天照皇太神宮の分霊を受けた。従三位度会家行の遠孫である四日市日光太夫という者を伊勢から招いて神主とし、同年9月16日には「天照皇太神宮」と名付け、南屋形の地へ皇太神宮の分霊を祀り、武運長久・封内鎮護を祈願したという。現在も鹿島区南屋形地区には四日市という地名が残されている。
陸奥相馬氏十七代当主の相馬利胤は武運長久を当社に祈願するなど、殊に篤く天照皇太神宮を崇敬していた。南柚木の地が伊勢神宮の鎮座地に似ているということで、南柚木の地の清い場所に社殿を新築し、社地の名前を字宮前へと改めた。天正11年（1584年）には、日光太夫の六代の孫である鈴木大太夫を祭主として奉斎させたという。現在も鈴木家が宮司社家として奉斎している。
その後も藩主の尊崇篤く、神領奉納や社殿の修理、武運長久祈願などが行われた。明治維新までは社殿の修繕は藩費で行われたという。明治3年に、神社名を天照皇太神宮から伊勢大御神へと改称した。その後も現在に至るまで12年に一度「遷宮祭」が行われるなど、地域の崇敬を集めている。

### 境内
- 社殿(拝殿・幣殿・神明造本殿)
- 祈祷殿

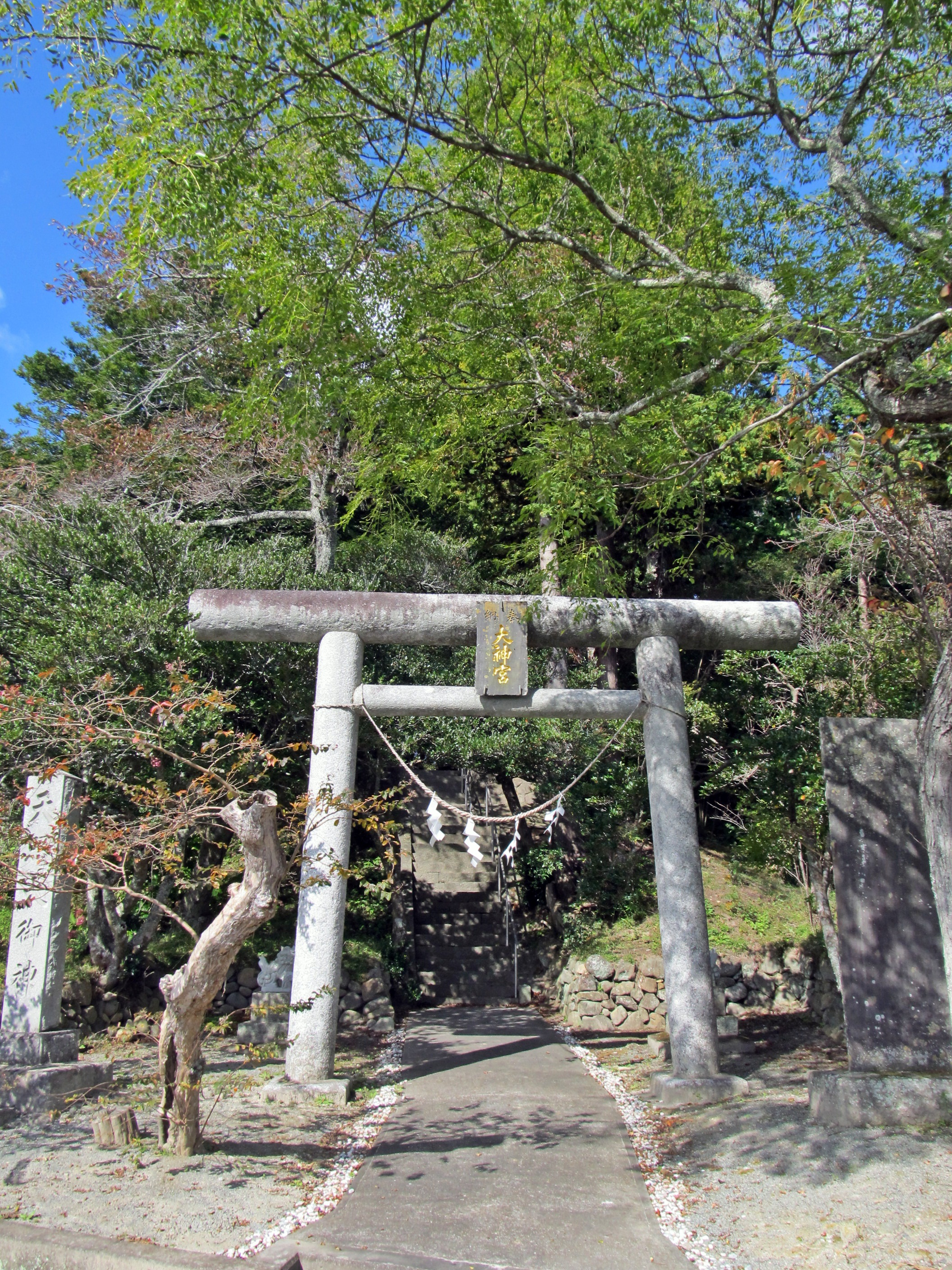
伊勢大御神上大神宮鳥居
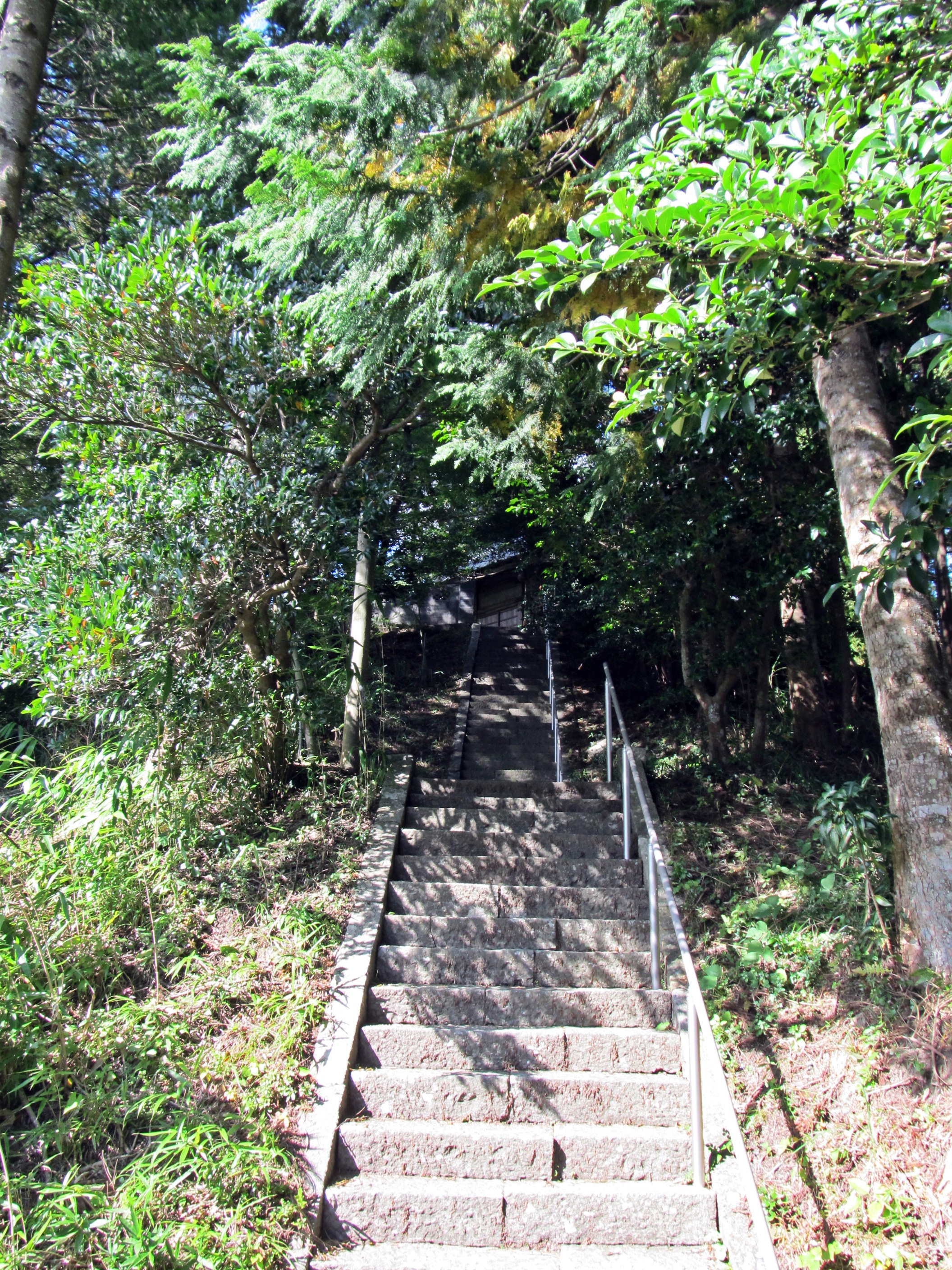
伊勢大御神上大神宮参道
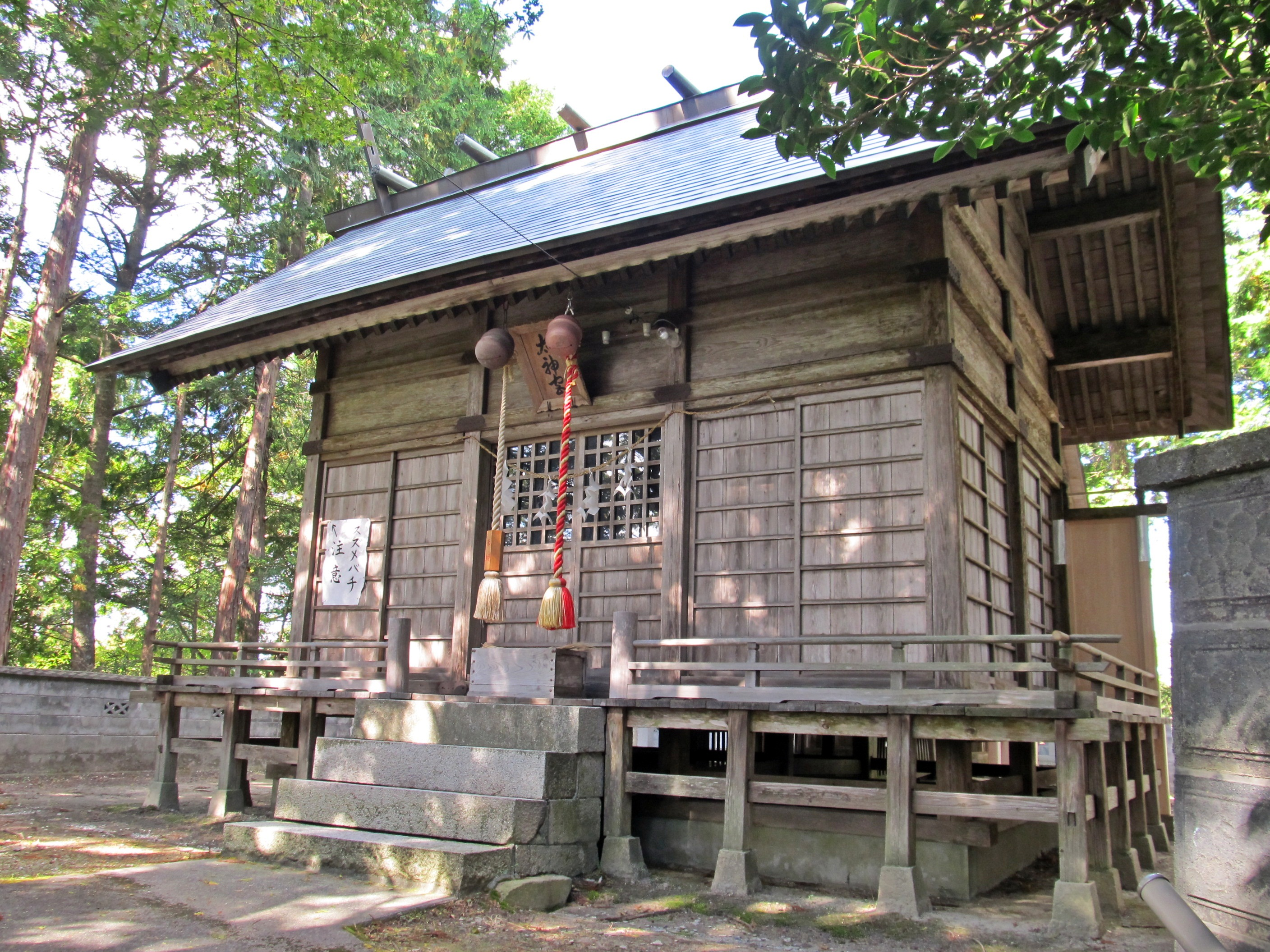
伊勢大御神上大神宮拝殿
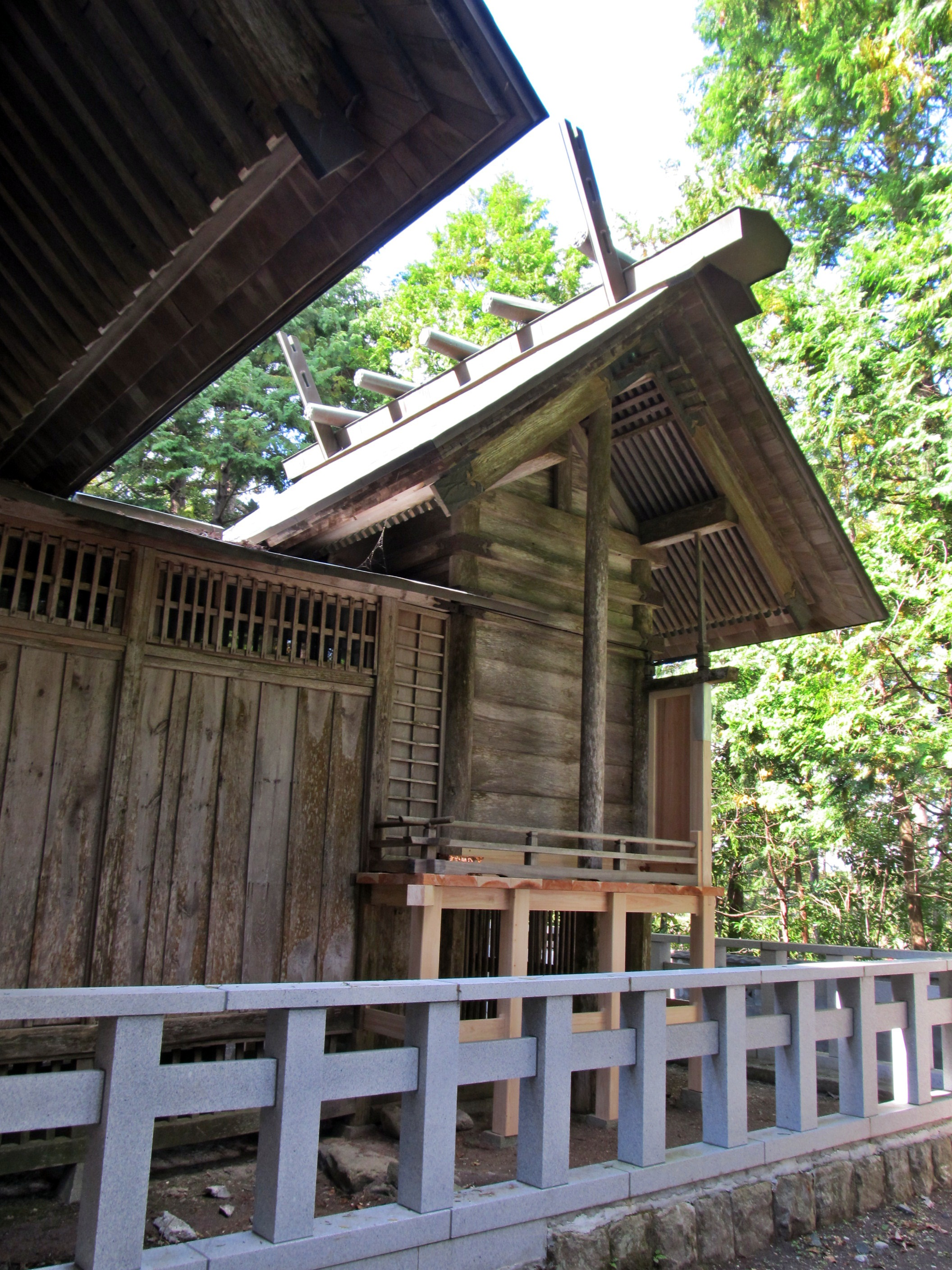
神明造の伊勢大御神上大神宮本殿
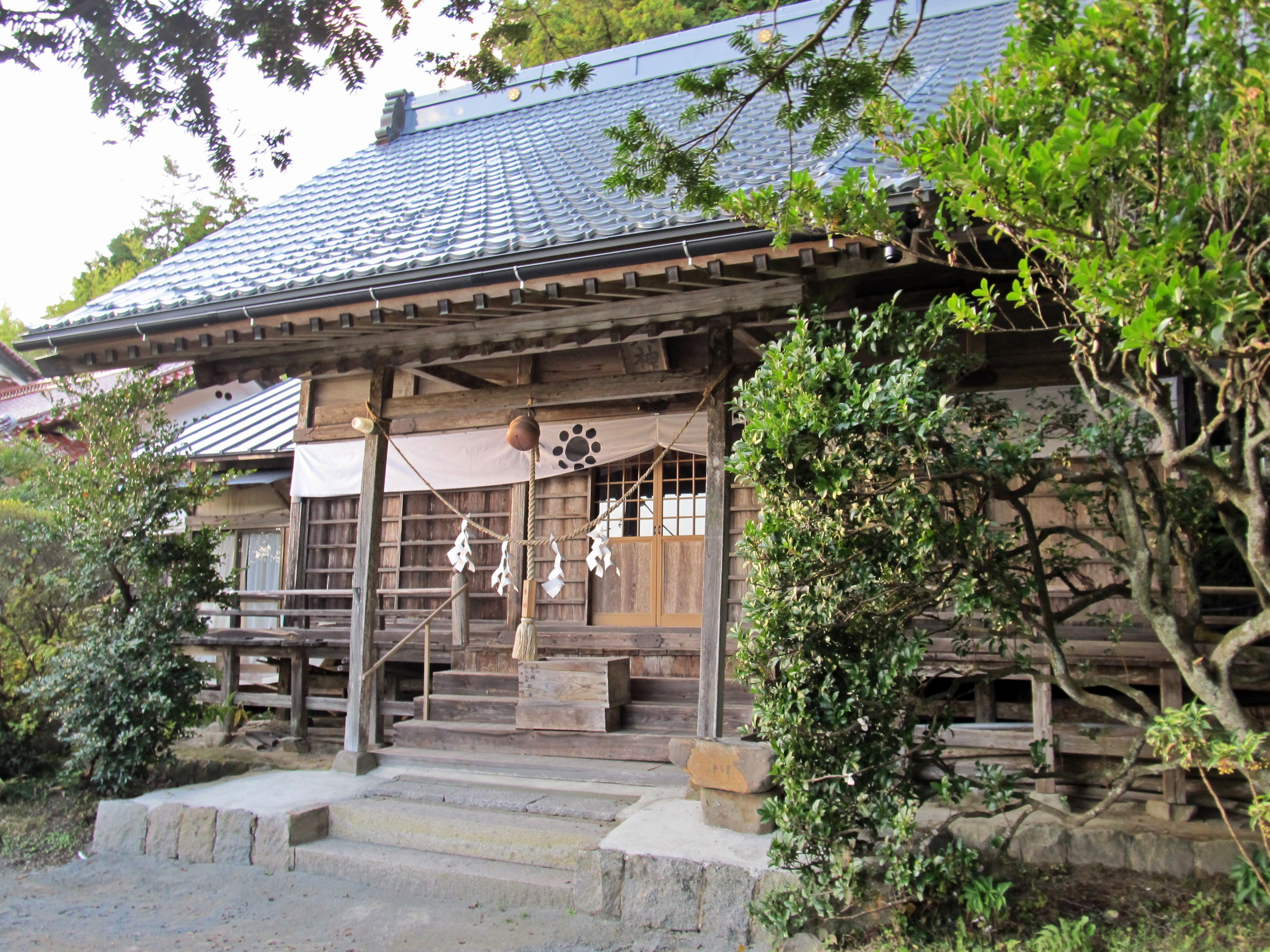
伊勢大御神上大神宮祈祷殿

## 伊勢大御神下大神宮
伊勢大御神下大神宮（いせおおみかみ しもだいじんぐう）は、福島県南相馬市鹿島区南柚木字水神下に鎮座する神社である。伊勢大御神上大神宮から南東に700メートルの地に鎮座している。

### 祭神
- 伊勢大御神上大神宮と同じく、天照大御神（撞賢木厳之御魂天疎向津比売命）を祀る。

### 由緒
伊勢大御神下大神宮は、正長元年（1428年）に伊勢神宮から分霊を賜り鎮座したと伝わる。「奥相志」によれば、水神下に鎮座する神社は「天照皇太神外宮」と記載されており、吉田兼連により勧請されたと記述されている。
元禄3庚午年4月、相馬昌胤が当社に参拝した際、祠官である森伊勢正（現在の社家も森家である）に神社の由緒について「この神社は吉田神祇官による勧請の神社か」と質問したので、それに対して森伊勢正はそうであると返答した。昌胤は「それなのに神社の造りが粗い」と言い、神社の造営を上申した。建築資材として、国から南部材を賜ったという。村々に神社の再興を募って造営が同年9月にはじまり、同年11月に新しい社殿が完成した。元禄4辛未年の春に相馬昌胤が再度参拝し、賽銭として三百銅を納めた。その後数年で社殿が大破したが、古例に習い、村民の寄付により修繕が行われた。

### 境内
- 社殿（拝殿・幣殿・神明造本殿）
- 参道入口には、樹齢150年・樹高13.6メートルのヒイラギの古木がある。このヒイラギは平成7年に南相馬市の天然記念物に指定された。[1]

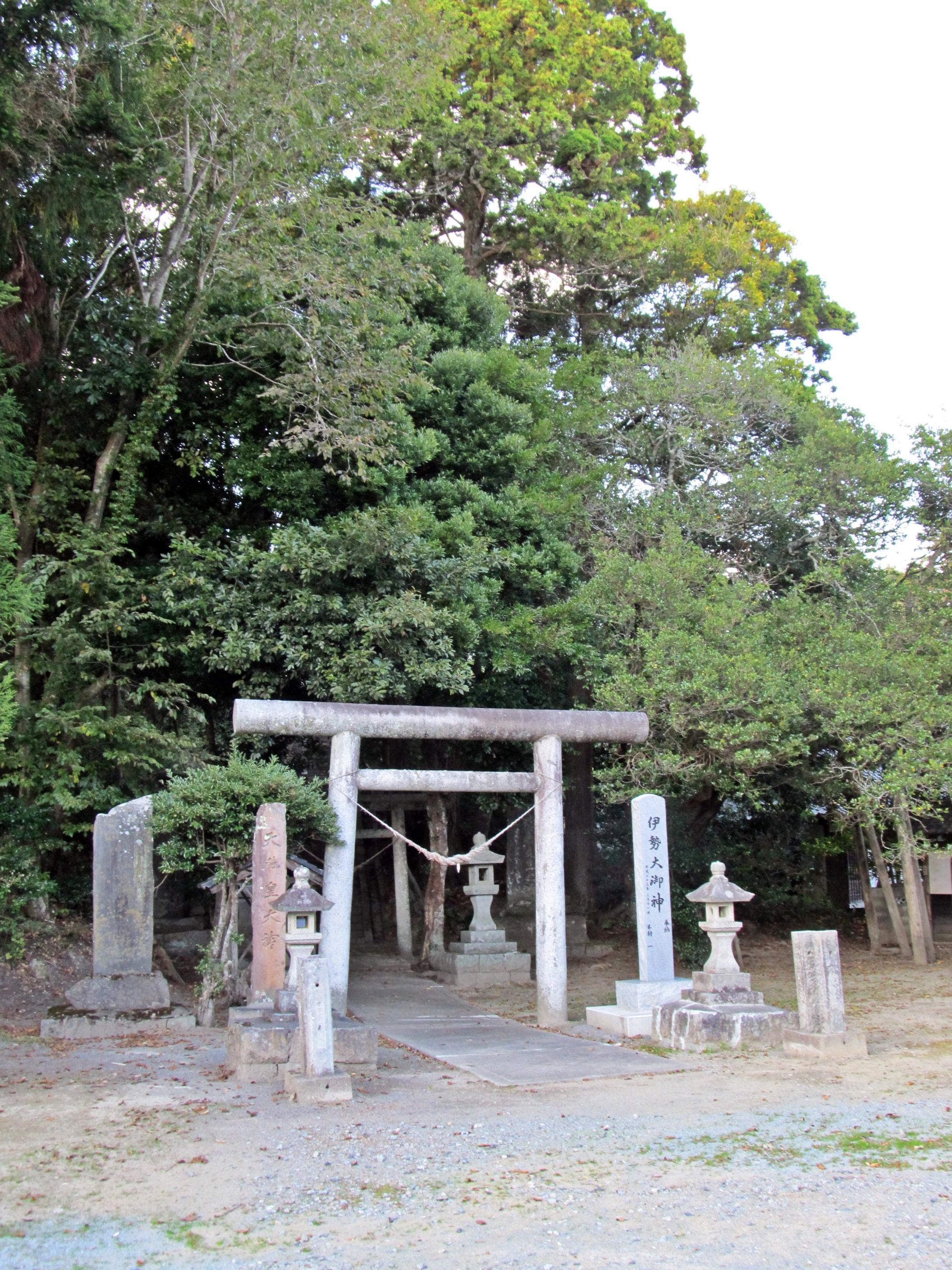
伊勢大御神下大神宮鳥居
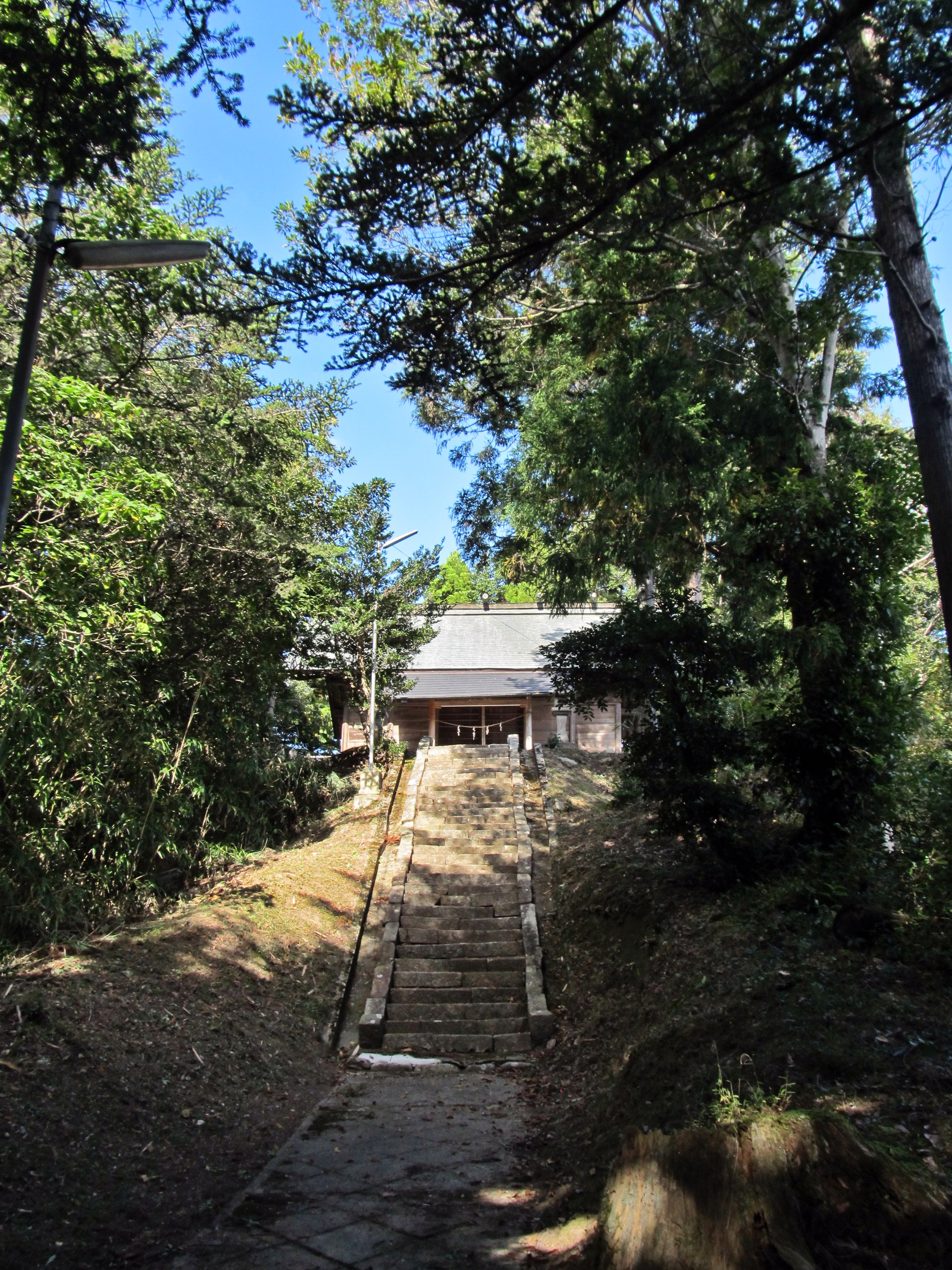
伊勢大御神下大神宮参道
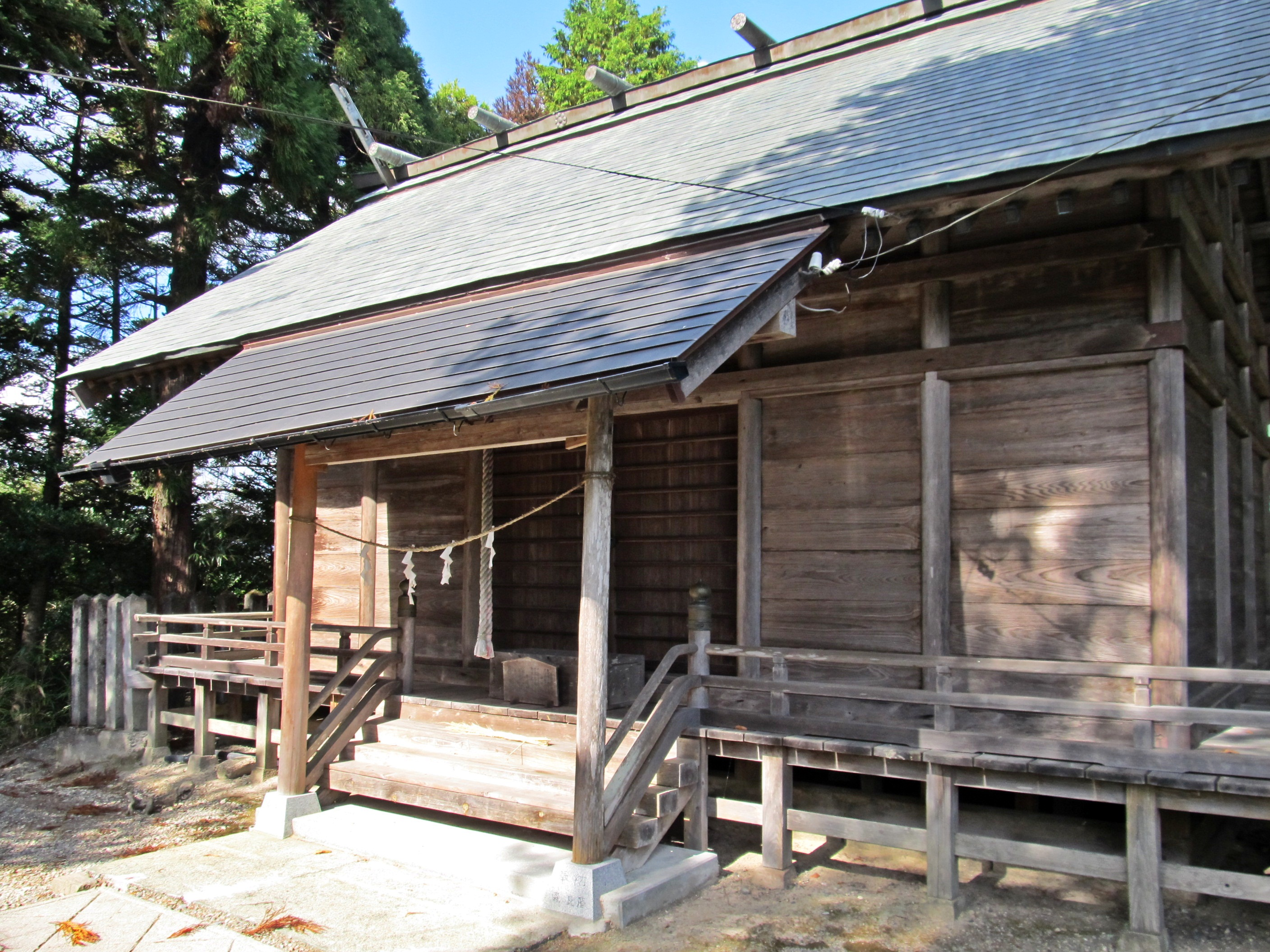
伊勢大御神下大神宮拝殿
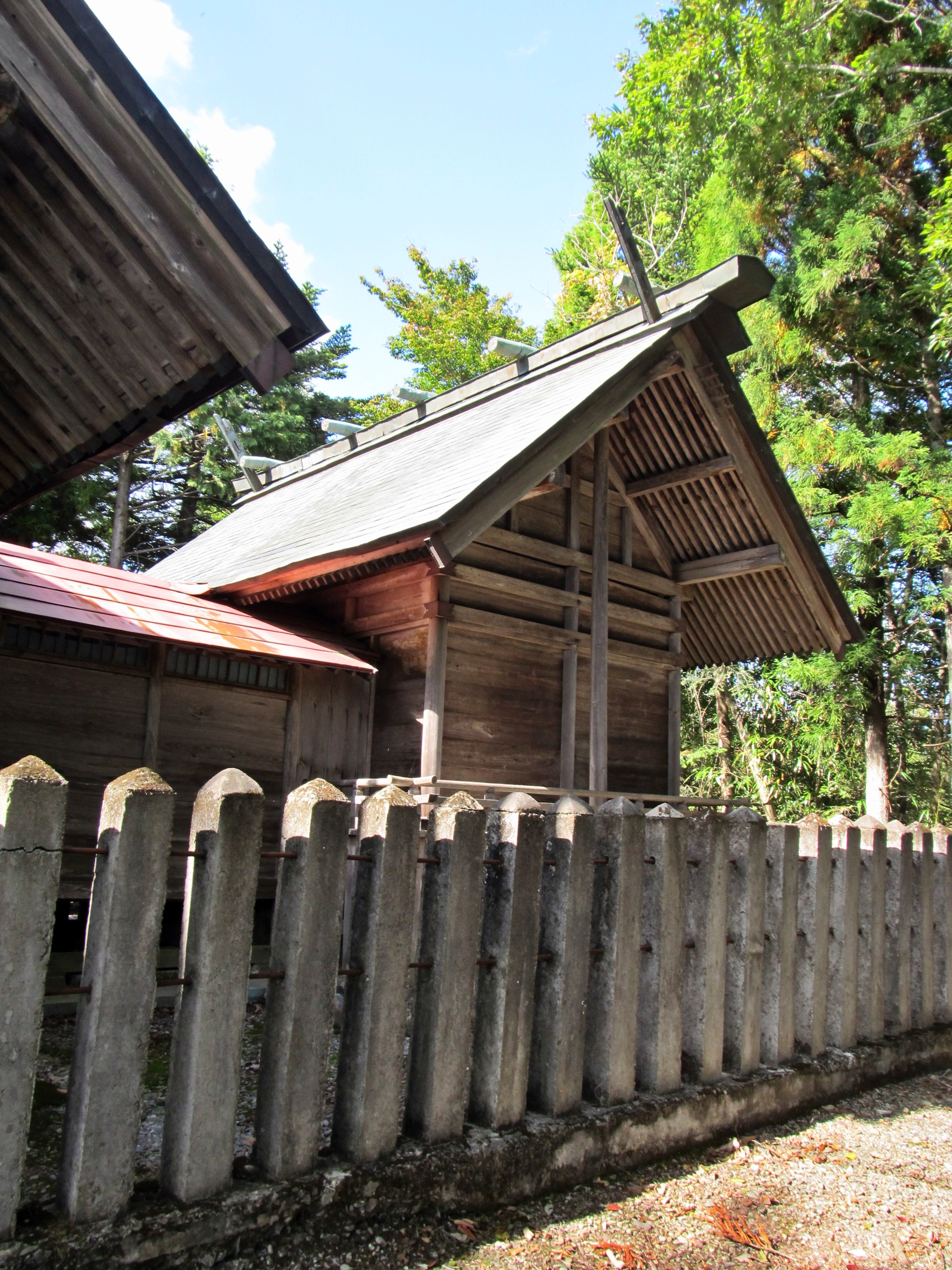
神明造の伊勢大御神下大神宮本殿
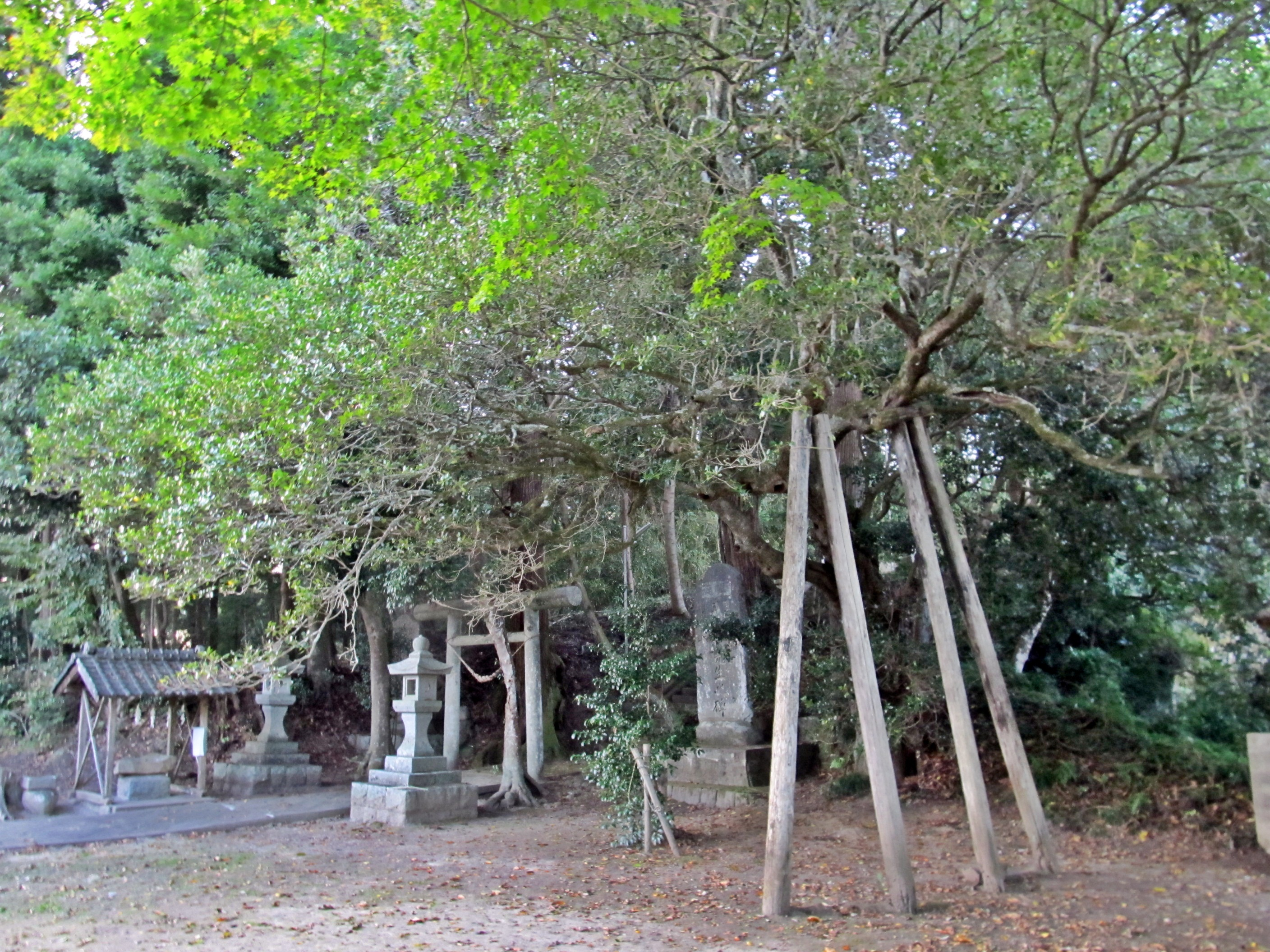
伊勢大御神下大神宮のヒイラギ 南相馬市天然記念物指定